# Leucobryum sanctae-mariae
Leucobryum sanctae-mariae är en bladmossart som beskrevs av Jules Cardot 1904. Leucobryum sanctae-mariae ingår i släktet Leucobryum och familjen Dicranaceae. Inga underarter finns listade i Catalogue of Life.